# Heartless (пісня King Von)
«Heartless» — сингл американських реперів King Von та Tee Grizzley з третього студійного альбому першого, Grandson. Видано 7 липня 2023 р. на лейблах Only the Family та Empire Distribution. Існує офіційний візуалізатор.
Оригінальна версія не має куплета Tee Grizzley та має інший біт. Продюсер: Зевієр Ерл.

## Чартові позиції
| Чарт (2023)                                  | Найвища позиція |
| -------------------------------------------- | --------------- |
| Нова Зеландія New Zealand Hot Singles (RMNZ) | 35              |